# Малена Алтерио
Малена Алтерио (на испански: Malena Alterio) е аржентино-испанска актриса.
Баща и е аржентинският актьор Ектор Алтерио, брат и Ернесто Алтерио също е актьор. Семейството и емигрира в Испания, когато тя е бебе. Там тя учи драма в школата на Крстина Рота.
Става известна на широката публика с ролята си на Белен Васкес в комедийния сериал Щурите съседи.

## Филмография
- Изгубени на север – 2015 ... Марисол
- Cinco metros cuadrados – 2011
- Nacidas para sufrir – 2010 ... Марта
- На края на пътя (Al final del camino – 2008) ... Пилар
- Една твоя дума, (Una palabra tuya – 2008) .... Росарио
- Кулата на Сусо, (La torre de Suso – 2007) .... Марта
- Обикновен ден (Casual Day – 2007) .... Беа
- Дни на кино, (Días de cine – 2006) .... Глория
- Мигел и Уилиам, (Miguel y William – 2007) .... Магдалена
- Семе – една любовна история, (Semen, una historia de amor – 2005)
- Между нас (Entre nosotros – 2005) .... Патрисиа
- Гласовете на нощта, (Las voces de la noche – 2003) .... Хулиа
- Торремолинос 73, (Torremolinos 73 – 2003) .... Ванеса
- Овени се за мен, Марибел(Cásate conmigo, Maribel- 2002) .... Нини
- Люлката на Иван (El Balancín de Iván – 2002) .... Ева
- Да смесваш е много лошо (Mezclar es malissimo – 2001) .... Хулиа
- Пръчката, (El Palo – 2001) .... Виолета

## Сериали
- Новите съседи (La que se avecina – 2007) (13 епизода)..... Кристина Агилера
- Щурите съседи (Aqui no hay quien viva 2003-06) (90 епизода) ..... Белен Лопес Васкес
- Комисарят (El Comisario – 2003) (5 епизода) ..... Агент Лорена
- Сестри (Hermanas – 1998) (1 епизод) ..... Исабел